# دنيس بوركوسكي
دنيس بوركوسكي (بالألمانية: Dennis Borkowski)‏ هو لاعب كرة قدم ألماني، ولد في 26 يناير 2002 في ريزا في ألمانيا.

## وصلات خارجية
- دنيس بوركوسكي على موقع الاتحاد الأوربي (الإنجليزية)
- دنيس بوركوسكي على موقع قاعدة بيانات كرة القدم.إي يو (الإنجليزية)
- دنيس بوركوسكي على موقع بيانات كرة القدم. دي إي (الألمانية)
- دنيس بوركوسكي على موقع Soccerbase.com (لاعب) (الإنجليزية)
- دنيس بوركوسكي على موقع Soccerway.com (الإنجليزية)
- دنيس بوركوسكي على موقع عالم كرة القدم.نت (الإنجليزية)